# Цвайзиммен
Цвайзиммен (нем. Zweisimmen) — коммуна в Швейцарии, в кантоне Берн.
Входит в состав округа Оберзимменталь. Население составляет 2953 человека (на 31 декабря 2006 года). Официальный код — 0794.